# Sartilly
Sartilly település Franciaországban, Manche megyében. Lakosainak száma 1601 fő (2018. január 1.). Sartilly Champcey községgel határos.

## Népesség
A település népessége az elmúlt években az alábbi módon változott:
| Lakosok száma | 1033 | 1087 | 1142 | 1156 | 1259 | 1461 | 1589 | 2864 | 1600 | 1601 |
|               | 1962 | 1968 | 1975 | 1990 | 1999 | 2008 | 2013 | 2016 | 2017 | 2018 |